# Età del ferro in India
L'età del ferro in India succedette la fase tarda di Harappa (cultura del cimitero H), nota anche come l'ultima fase della tradizione della civiltà della valle dell'Indo. Le principali culture archeologiche dell'India dell'Età del Ferro sono la cultura della ceramica grigia dipinta ( 1200-600 a.C.) e la cultura della ceramica nera lucidata settentrionale (700-200 a.C.).

## India settentrionale
L'età del ferro nell'India settentrionale è generalmente datata tra il 1200 e il 300 a.C. Tuttavia recenti scavi nell'Uttar Pradesh hanno portato alla luce manufatti di ferro, forni, ugelli e scorie in strati datati tra il 1800 e il 1000 a.C..
L'uso e la lavorazione del ferro erano particolarmente diffusi nella pianura centrale del Gange e nel Vindhyas orientale già agli inizi del secondo millennio a.C.. L'adozione dell'uso del ferro nel nord del subcontinente indiano è stata tradizionalmente associata con la migrazione verso est del popolo vedici, che sono anche considerati coloro che hanno rivoluzionato la cultura materiale, particolarmente nella parte orientale dell'Uttar Pradesh e nel Bihar. 
Le nuove scoperte e la loro datazione indicano che è necessaria una nuova revisione dell'età del ferro in India. Inoltre, le evidenze corroborano l'uso precoce del ferro in altre aree del paese e indicano che l'India era effettivamente un centro indipendente dello sviluppo della lavorazione del ferro.

## India meridionale
I primi siti dell'età del Ferro nel sud dell'India sono Hallur, Karnataka, Adichanallur e Tamil Nadu, databili al 1000 a.C. circa. L'archeologo Rakesh Tewari ha dichiarato che gli studi sul sito in Karnataka dimostrano che "la lavorazione del ferro era già in uso nel sito da diversi secoli", e intorno al 1000 i fabbri erano in grado di lavorare grandi manufatti.   Shyam Sunder Pandey ha suggerito che "la data di inizio della fusione del ferro in India potrebbe essere spostata già nel 1500 a.C." e che "all'inizio del 1200 a.C. circa, la fusione del ferro era sicuramente già conosciuto in India su grande scala".